# 奈良市役所
奈良市役所（ならしやくしょ）は、日本の地方公共団体である奈良市の組織が入る施設（役所）である。現在の庁舎は4代目で、1977年（昭和52年）より使用されている。

## 所在地
- 〒630-8580
- 住所：奈良県奈良市二条大路南一丁目1番1号

## 窓口受付時間
- 午前8時30分～午後5時15分（月曜日～金曜日）
- 閉庁日：土曜日、日曜日、祝日、年末年始（12月29日～1月3日）

## 市庁舎
| 階  | 中央棟 |
| --- | --- |
| 6F  | 正庁、情報公開課、情報政策課、電話交換室、研修室 |
| 5F  | 市長室、副市長室、政策監室（まちづくり担当・行財政改革担当）、法令遵守監察監室及び危機管理監室、秘書課、人事課、広報広聴課、市政記者室、応接室                    |
| 4F  | 土木管理課、道路維持課、道路建設課、技術管理課、営繕課、住宅課、土地開発公社                                                                                      |
| 3F  | 都市計画課、公園緑地課、開発指導課、建築指導課、景観課、下水道管理課、下水道建設課、河川課                                                                        |
| 2F  | 生活環境課、福祉総務課、指導監査課、放課後児童施策課、地方新聞記者室、会議室                                                                                      |
| 1F  | 福祉なんでも相談窓口、障がい福祉課、子育て課、保育課、福祉医療課、長寿福祉課、健康増進課、会計課、展示コーナー、市民ホール、南都銀行奈良市役所出張所、ATMコーナー |
| B1F | 食堂、売店、書店、書庫 |
| 階  | 北 棟 |
| 6F  | 企画政策課、環境保全課、産業廃棄物対策課、危機管理課、市民安全課、市民参画課、地域活動推進課、公平委員会室、会議室                                                |
| 5F  | 財政課、文書法制課、管財課、監理課、青少年指導課、会議室 |
| 4F  | 生涯学習課、スポーツ課、教育企画課、文化財課、高校総体推進課、監査委員事務局、農業委員会事務局、外部監査人室、農業委員会室、監査委員室、会議室                    |
| 3F  | 教育長室、教育委員会室、教育総務課、学校教育課、学務課、選挙管理委員会事務局、選挙管理委員会室、会議室                                                            |
| 2F  | 文化振興課、人権施策課、観光企画課、観光振興課、国際交流課、商工労政課、農林課、国民年金係室、市民相談室、消費生活相談センター                                    |
| 1F  | 介護総務課、介護福祉課、国保年金課、車両管理係室 |
| 階  | 西 棟 |
| 4F  | 議会傍聴席、傍聴者ロビー |
| 3F  | 議場、委員会室、大会議室 |
| 2F  | 議長室、副議長室、議員控室、議会事務局 |
| 1F  | 下水道管理課分室、管財課分室、入札室 |
| 階  | 東 棟 |
| 2F  | 市民税課、資産税課、納税課、滞納整理課、保護課 |
| 1F  | 市民課、庁舎管理係室、会議室、従業員組合、職員組合、奈良市役所内郵便局                                                                                            |

## アクセス
近鉄新大宮駅
- 西へ徒歩約10分。
- 新大宮駅前（南口）（エヌシーバス） - 「四条大路南町」行きバスで「奈良市庁前」下車。

近鉄奈良駅
- 10番乗場（奈良交通バス） - 「二条大路南一丁目（奈良市庁前経由）・恋の窪町（奈良市庁前経由）」行きバスで「奈良市庁前」下車。
- 11番乗場 - 「赤膚山（学園大和町五丁目経由）・学研北生駒駅（奈良市庁前、学園前駅、西登美ヶ丘5経由）」行きバスで「奈良市庁前」下車。

JR奈良駅
- JR奈良駅西口1番乗場（奈良交通バス） - 「学園前駅南（あやめ池駅経由）」行きバスで「奈良市庁前」下車。
- 大宮町一丁目（JR奈良駅西口から北へ約300m大宮通り沿い） - 「二条大路南一丁目（奈良市庁前経由）・恋の窪町（奈良市庁前経由）・赤膚山（学園大和町五丁目経由）」行きバスで「奈良市庁前」下車。
  - 「西口1番乗場」から「奈良市庁前」方面は1日に数本しかない反面、「大宮町一丁目」のバス停の方は本数が多い。

駐車場
- 来庁者用として庁舎駐車場250台を設けている。